# Adam Banasiak
Adam Banasiak (ur. 7 grudnia 1989 w Tomaszowie Mazowieckim) – polski piłkarz grający na pozycji pomocnika.
Wychowanek Lechii Tomaszów Mazowiecki. W polskiej Ekstraklasie rozegrał 20 meczów, grając w Legii Warszawa (1 mecz), Widzewie Łódź (5) i Zagłębiu Sosnowiec (14).
W 2019 został zawodnikiem Radomiaka.